# Balthazar de Nassau
Balthazar de Nassau, (en allemand Balthazar von Nassau), né en 1520, mort le 11 janvier 1568.
Il fut comte de Nassau-Wiesbaden et comte de Nassau-Idstein de 1566 à 1568.

## Famille
Fils de Philippe Ier de Nassau et d'Adrienne von Bergen.
En 1564, Balthazar de Nassau épousa Marguerite zu Isenburg-Büdingen (1542-1613), une fille de Reinhard zu Isenburg-Büdingen.
Un fils est né de cette union :
- Jean Louis Ier de Nassau, comte de Nassau-Wiesbaden, comte de Nassau-Idstein.

## Biographie
À la mort de son frère Philippe II de Nassau survenue en 1566, Balthazar de Nassau lui succéda en qualité de comte de Nassau-Wiesbaden et comte de Nassau-Idstein.
Balthazar de Nassau appartint à la première branche de la Maison de Nassau, cette lignée de Nassau-Wiesbaden-Idstein appartint à la tige Valramienne, elle s'éteignit en 1605 avec Jean Louis II de Nassau.